# KT88

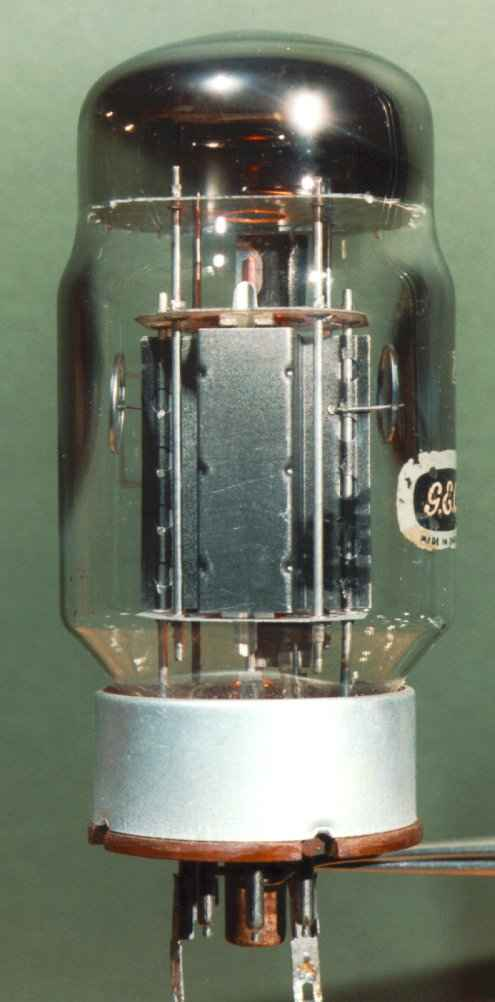
Lampa KT88 produkcji G.E.C./M.O.V.

KT88 – lampa elektronowa (tetroda strumieniowa) o cokole oktalowym, stosowana w sprzęcie audio (wzmacniacze mocy).
Amerykańską  lampą zbliżoną parametrami do tej tetrody  jest lampa 6550. 

KT88 została wprowadzona na rynek  w Wielkiej Brytanii przez firmę GEC w 1956 r. jako większy wariant KT66. Wyróżnia się w swojej klasie wysokim dopuszczalnym  napięciem anodowym oraz dużą dopuszczalną mocą traconą na anodzie.      
KT88 była  i jest używana przy produkcji wzmacniaczy Hi-Fi, rzadziej (ze względu na cenę) we wzmacniaczach gitarowych. Obecnie jest produkowana m.in.  w JSC Svetlana (Rosja), Sovtek (Rosja), Shuguang (Chiny) oraz JJ Electronic (Słowacja).

## Dane techniczne
Żarzenie:
- napięcie żarzenia  6,3 V
- prąd żarzenia   1,6 A

| Parametr                        | Wartość   |
| ------------------------------- | --------- |
| napięcie anodowe                | 250 V     |
| prąd anodowy                    | 140 mA    |
| nachylenie charakterystyki (Sa) | 11,5 mA/V |
| napięcie siatki pierwszej       | -15 V     |
| napięcie siatki drugiej         | 250 V     |

| Parametr                        | Wartość |
| ------------------------------- | ------- |
| napięcie anodowe                | 800 V   |
| moc tracona na anodzie          | 42 W    |
| prąd katodowy                   | 230 mA  |
| napięcie włókno żarzenia/katoda | 250 V   |